# بالدئانده
بالدئانده (به اسپانیایی: Valdeande) یک شهرستان در اسپانیا است که در استان بورگس واقع شده‌است.

## خصوصیات
بالدئانده ۳۰٫۹۸۵ کیلومترمربع مساحت و ۱۱۹ نفر جمعیت دارد و ۹۴۵ متر بالاتر از سطح دریا واقع شده‌است.